# Strada statale 204 Ortana
La ex strada statale 204 Ortana (SS 204), ora strada provinciale 151 Ortana (SP 151) nel Lazio e strada regionale 204 Ortana (SR 204) in Umbria, è una strada regionale e provinciale italiana.

## Storia
La strada statale 204 venne istituita nel 1959 con i seguenti capisaldi d'itinerario: "Innesto S.S. n. 2 al km 82+500 in Viterbo - Orte - Innesto S.S. n. 3-bis presso Narni."
In seguito al decreto legislativo n. 112 del 1998, dal 2001 la gestione del tratto umbro è passata dall'ANAS alla Regione Umbria che ha poi ulteriormente devoluto le competenze alla Provincia di Terni mantenendone comunque la titolarità; dal 2002 la gestione del tratto laziale è passata alla Regione Lazio che ha provveduto al trasferimento dell'infrastruttura al demanio della Provincia di Viterbo.

## Percorso
Ha origine a Viterbo, dalla ex strada statale 2 Via Cassia, e collega l'alto Lazio con l'Umbria. Attraversa le località di Bagnaia, Gramignana, Il Pallone, Santarello, Casalone, Bassano in Teverina e Orte; dopo pochi chilometri entra in Umbria. Inizia quindi ad affiancare la strada statale 675 Umbro-Laziale, che è una superstrada; il traffico sulla SS 204 è quindi principalmente quello locale. Attraversate le località di San Liberato e quelle di Stifone e Recentino, arriva a Narni, in località Narni Scalo.